# Wim Hendriks Trofee
De Wim Hendriks Trofee is een Nederlandse wielerwedstrijd die in het vroege voorjaar wordt gehouden in Koewacht, in de provincie Zeeland. De organisatie werd opgericht in 1982. De eerste editie vond plaats op 12 mei 1983. De organisatie was in handen van de wielerclub Koewacht en de wielervereniging Zeeuwsch-Vlaanderen. De trofee is een eerbetoon aan wielerwedstrijdcommentator en organisator Wim Hendriks, die kort daarvoor overleed.
Van 1983 tot 2008 stond de wedstrijd open voor amateurwielerverenigingen. Omdat de KNWU het niet langer toestond dat buitenlandse renners konden deelnemen aan de Nederlandse clubcompetitie, besloot de organisatie om de Wim Hendriks Trofee vanaf 2008 te organiseren buiten de clubcompetitie om.
Sinds 2020 maakt de wedstrijd deel uit van de UCI Road Series U23. Daarmee vulde de trofee de plek die was vrijgekomen dankzij het opheffen van de Grote Prijs Arjaan de Schipper.
De route staat bekend om de hoeveelheid kasseistroken die worden aangedaan.

## Erelijst
| jaar      | 1e plek                              | 2e plek                              | 3e plek                              |
| --------- | ------------------------------------ | ------------------------------------ | ------------------------------------ |
| 1983      | Theo Appeldoorn                      | Ab Verplanke                         | Gino Ammerlaan                       |
| 1984      | Kees de Nooijer                      | Edwin Rovers                         | Werner Wieme                         |
| 1985      | Patrick van Passel                   | Peter Kant                           | Wim Lugtenburg                       |
| 1986      | Mario van Baarle                     | Niels Schrauwen                      | Karel van Goethem                    |
| 1987      | Nico van de Klundert                 | Eric Vereecken                       | Peter van 't Westeinde               |
| 1988      | Patrick Rasch                        | Kees Hopmans                         | Jan Mobach                           |
| 1989      | Frank van Veenendaal                 | Nico van de Klundert                 | Rob Bijvank                          |
| 1990      | Dirk De Cauwer                       | John de Crom                         | Danny Daelman                        |
| 1991      | Eric de Crom                         | Thomas Will                          | John de Crom                         |
| 1992      | Rufin De Smet                        | Herman Woudenberg                    | Rob Sienders                         |
| 1993      | Peter Mol                            | Marcel van der Heijden               | Peter van der Zwaan                  |
| 1994      | Patrick van Passel                   | Peter Mol                            | Peter Van Hoof                       |
| 1995      | Norman van Hest                      | Jeroen van Happen                    | Guy Van Hese                         |
| 1996      | Johnny Dauwe                         | Antoine Goense                       | Ronny Van Asten                      |
| 1997      | Robert de Poel                       | Luc De Moor                          | Edward Farenhout                     |
| 1998      | Antoine de Haan                      | Ferry van Heeswijk                   | Jurgen van Pelt                      |
| 1999      | Jurgen van Pelt                      | Thijs Zonneveld                      | Martijn Simons                       |
| 2000      | Corné Castein                        | Ferry van Heeswijk                   | Jurgen van Pelt                      |
| 2001      | Jurgen van Pelt                      | Thijs Zonneveld                      | Martijn Simons                       |
| 2002      | Sean Sullivan                        | Mathieu Heijboer                     | Maarten Nijland                      |
| 2003      | Tom De Meyer                         | Jurgen van Pelt                      | Jean-Pierre Verstraten               |
| 2004      | Tom De Meyer                         | Berry Hoedemakers                    | Wilant van Gils                      |
| 2005      | Alfred de Bruin                      | Patrick van Leeuwen                  | Raynold Smith                        |
| 2006      | John Leijs                           | John den Engelsman                   | Jurgen van Pelt                      |
| 2007      | Roel Egelmeers                       | Ronald Meijer                        | Jan Rongen                           |
| 2008      | Robin Chaigneau                      | Marc van Grinsven                    | Robert Sydlik                        |
| 2009      | Martijn Verschoor                    | Cornelius van Ooijen                 | Stefan Limburg                       |
| 2010      | Johim Ariesen                        | Raymond Kreder                       | Nieck Busser                         |
| 2011      | Thom van Dulmen                      | Roy van Heeswijk                     | Peter Merx                           |
| 2012      | Jorn Knops                           | Frank Niewold                        | Jan Bos                              |
| 2013      | Jeroen Meijers                       | Tom Bal                              | Niek Hooghiemster                    |
| 2014      | Hans Dekkers                         | Robbe Vangheluwe                     | Kevin Vandermast                     |
| 2015      | Michiel Dieleman                     | Timmy Diependaele                    | Roy Destatsbader                     |
| 2016      | Roy Eefting                          | Jason van Dalen                      | Robbert-Jan Mol                      |
| 2017      | Jasper Schouten                      | Jaap Kooijman                        | Sjors Handgraaf                      |
| 2018      | Benjamin Verraes                     | Bart Dielissen                       | Vincent Andersson                    |
| 2019      | Arne Peters                          | Bryan Bouwmans                       | Tim van Dijke                        |
| 2020-2021 | Geannuleerd wegens de coronapandemie | Geannuleerd wegens de coronapandemie | Geannuleerd wegens de coronapandemie |
| 2022      | Tomáš Kopecký                        | Vincent Van Hemelen                  | Jelle Harteel                        |
| 2023      | Jasper Dejaegher                     | Siebe Deweirdt                       | Pepijn Reinderink                    |
| 2024      | Lars Vanden Heede                    | Huub Artz                            | Milan De Ceuster                     |
| 2025      | Thomas Vuerinckx                     | Mathieu Kockelmann                   | Jacob Bush                           |